# Verónica Rivera Reyes
Verónica Rivera Reyes (Sevilla, 1974) es una profesora española. 

## Biografía
Se licenció en 1997 en Filología Hispánica por la Universidad de Sevilla y se doctoró en la misma disciplina en 2009 gracias a la tesis El contacto de lenguas en Ceuta: La convivencia español/árabe y sus repercusiones en la enseñanza obligatoria.
Su carrera como docente comenzó en Ceuta en 1998 en el ámbito de la enseñanza secundaria, donde impartió lengua castellana y literatura aunque también se dedicó a la educación de personas adultas. Entre 2005 y 2007 fue docente de lengua española en el centro asociado de Ceuta de la UNED y entre 2007 y 2012 fue asesora y responsable de la formación del profesorado sobre la atención a la diversidad lingüística, interculturalidad y enseñanza del español como nueva lengua en el Centro de Profesores y Recursos de Ceuta. 
En 2013 realizó estudios de Dirección de Gabinetes de Comunicación en la Universidad Autónoma de Barcelona. Entre 2014 y 2017 fue responsable de comunicación y sociedad en IES Almina Ceuta.
En 2018 fue asesora técnica docente (encargada de comunicación y redes sociales) en el Centro Nacional de Innovación e Investigación Educativa (CNIIE), dependiente del Ministerio de Educación y Formación Profesional.
Desde 2019 hasta la actualidad es profesora de lengua castellana y literatura en el IES Clara Campoamor de Ceuta, donde compagina su actividad docente con la investigación sobre interculturalidad, enseñanza del español e inclusión de las familias en la escuela. 
Sus líneas de investigación se centran fundamentalmente en:
-  Contacto de lenguas, ELE, EL2, bilingüismo y diglosia, dificultades del alumnado arabófono y situación sociolingüística de la ciudad de Ceuta.
- Gestión de aula, actuaciones educativas de éxito, aprendizaje-servicio solidario y medidas de atención educativa a la diversidad cultural y lingüística.

## Premios y reconocimientos
- Premio Nacional en Derechos Humanos Óscar Arnulfo Romero por el proyecto Capaces. Otorgado en 2017 por la Organización de Estados Iberoamericanos en Madrid.[5][6]
- Premio Iberoamericano de Educación en Derechos Humanos Óscar Arnulfo Romero por el proyecto Capaces. Otorgado en 2017 por la Organización de Estados Iberoamericanos en Cartagena de Indias (Colombia).[7]
- Premio Nacional de Educación para el Desarrollo Vicente Ferrer por el proyecto Enamórate. Otorgado en 2014 por la Agencia Española de Cooperación Internacional y el Ministerio de Educación, Cultura y Deporte en Madrid.[8]
- Euroscola del Parlamento Europeo por el proyecto Almina solidaria. Otorgado en 2015 en Estrasburgo (Francia).[9]